# Metria
Metria là một chi bướm đêm thuộc họ Erebidae.

## Loài
- Metria amella Guenée, 1852
- Metria bilineata J.B. Smith, 1899
- Metria celia Cramer, 1782